# Cogitare et agere, sed non perficere
Cogitare et agere, sed non perficere è una espressione latina, usualmente tradotta con: "Pensare e porre in essere atti idonei a commettere un delitto, ma non portarli a termine".

## Storia
Nella maggior parte degli ordinamenti giuridici si segue l'antico brocardo che terminava con un  non est puniendum. "La Scuola Positiva di diritto penale (...) vorrebbe punire l’atto in quanto questo accerti e manifesti la pericolosità del delinquente. […] A tutto ciò si è sempre costantemente ribellato il nostro legislatore, che richiede, per la punibilità, atti che inizino l’esecuzione del delitto".

## Tipologie
"Il reato, considerato dal punto di vista dinamico, si realizza attraverso un iter criminoso, passando attraverso le fasi dell'ideazione, preparazione, esecuzione, perfezione e consumazione. L'essenza del tentativo risiede quindi nel cogitare, agere sed non perficere, cioè nel voler commettere un reato, nell'attivarsi per realizzarlo, senza però realizzare il proposito criminoso per cause impeditive estranee alla condotta. Nella logica di un sistema penale oggettivo, fondato sulla effettiva lesione al bene-interesse tutelato, l'istituto non trova spazio, non essendovi nessuna lesione concreta; mentre in un sistema soggettivo, basato sull'elemento psicologico dell'autore del reato, si nega ogni differenza tra la fattispecie tentata e quella consumata, perché l'intenzione di commettere il reato è identica nelle due fattispecie. Nei sistemi penali misti, oggi i più frequenti, si adotta la soluzione intermedia della punibilità del tentativo, ma con una pena inferiore di quella prevista per l'ipotesi consumata". 
Il Codice penale italiano rientra in questa tipologia. Esso regola la materia nell'art. 56 delitto tentato in cui stabilisce una pena, sia pure ridotta, in tutti i casi in cui ci sia la figura del delitto tentato, in ossequio ai princìpi di tassatività e di riserva di legge.
Nei sistemi a legalità formale, come quello italiano, si applica quindi il brocardo antico, poiché vi si impone, per la punibilità del tentativo: 1) una previsione espressa da parte della legge, che avviene attraverso la combinazione di questa norma generale con le disposizioni incriminatrici di parte speciale; 2) la tassativizzazione anche per i reati tentati, attraverso l'idoneità della condotta e la loro direzione non equivoca alla commissione del delitto.

### Testi normativi
- Codice penale